# ديفيد جيريمياه
ديفيد جيريمياه (بالإنجليزية: David Jeremiah)‏ هو مؤلف أمريكي، ولد في 13 فبراير 1941 في توليدو في الولايات المتحدة.

## وصلات خارجية
- الموقع الرسمي
- ديفيد جيريمياه على موقع ميوزك برينز (الإنجليزية)